# Energetyka wiatrowa w Polsce

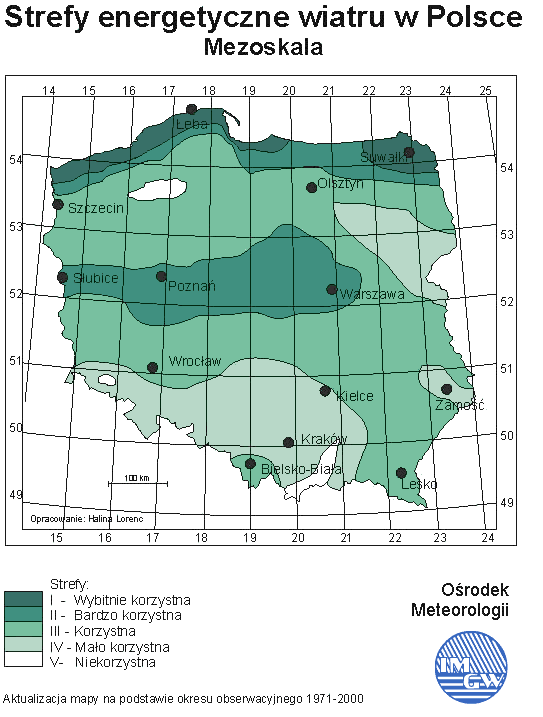
Strefy energetyczne wiatru w Polsce

Energetyka wiatrowa w Polsce – rodzaj energetyki w Polsce, wykorzystującej do produkcji prądu elektrycznego energię wiatru. Intensywny rozwój tego rodzaju energetyki w Polsce ma miejsce w XXI wieku. Od 2015 roku jest to w kraju największa gałąź elektroenergetyki opartej na odnawialnych źródłach energii.
Najlepsze warunki wiatrowe dla rozwoju farm wiatrowych występują na północy Polski oraz w środkowej i w zachodniej części kraju (patrz mapa).

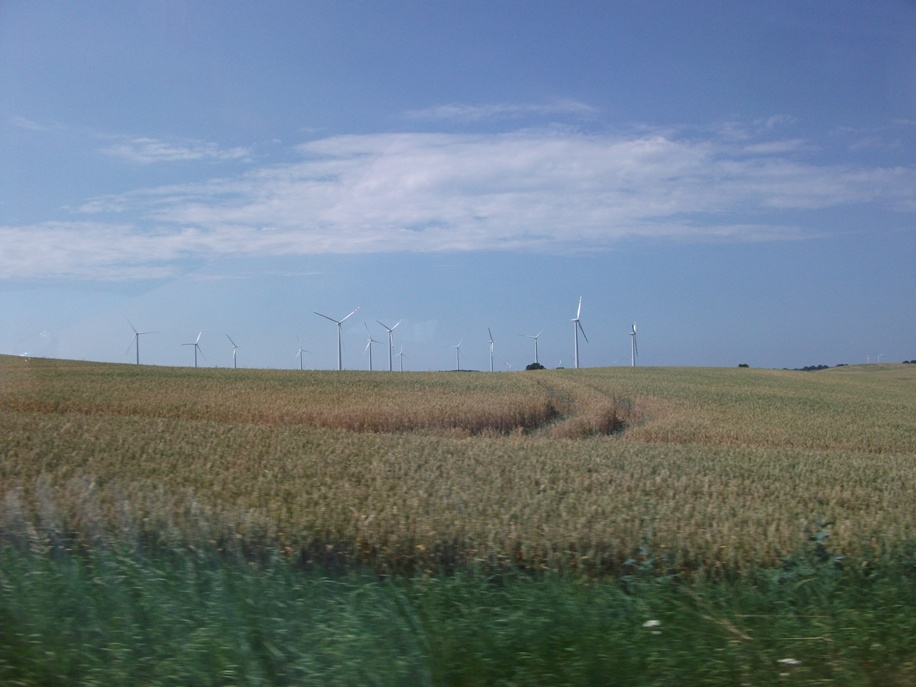
Elektrownia wiatrowa koło Kisielic

## Historia

Moc zainstalowana w źródłach wiatrowych w Polsce

Produkcja prądu ze źródeł wiatrowych w Polsce

Współczynnik wykorzystania mocy elektrowni wiatrowych w Polsce

Udział źródeł wiatrowych w produkcji energii elektrycznej w Polsce

Roczny rozkład generacji źródeł wiatrowych w 2019

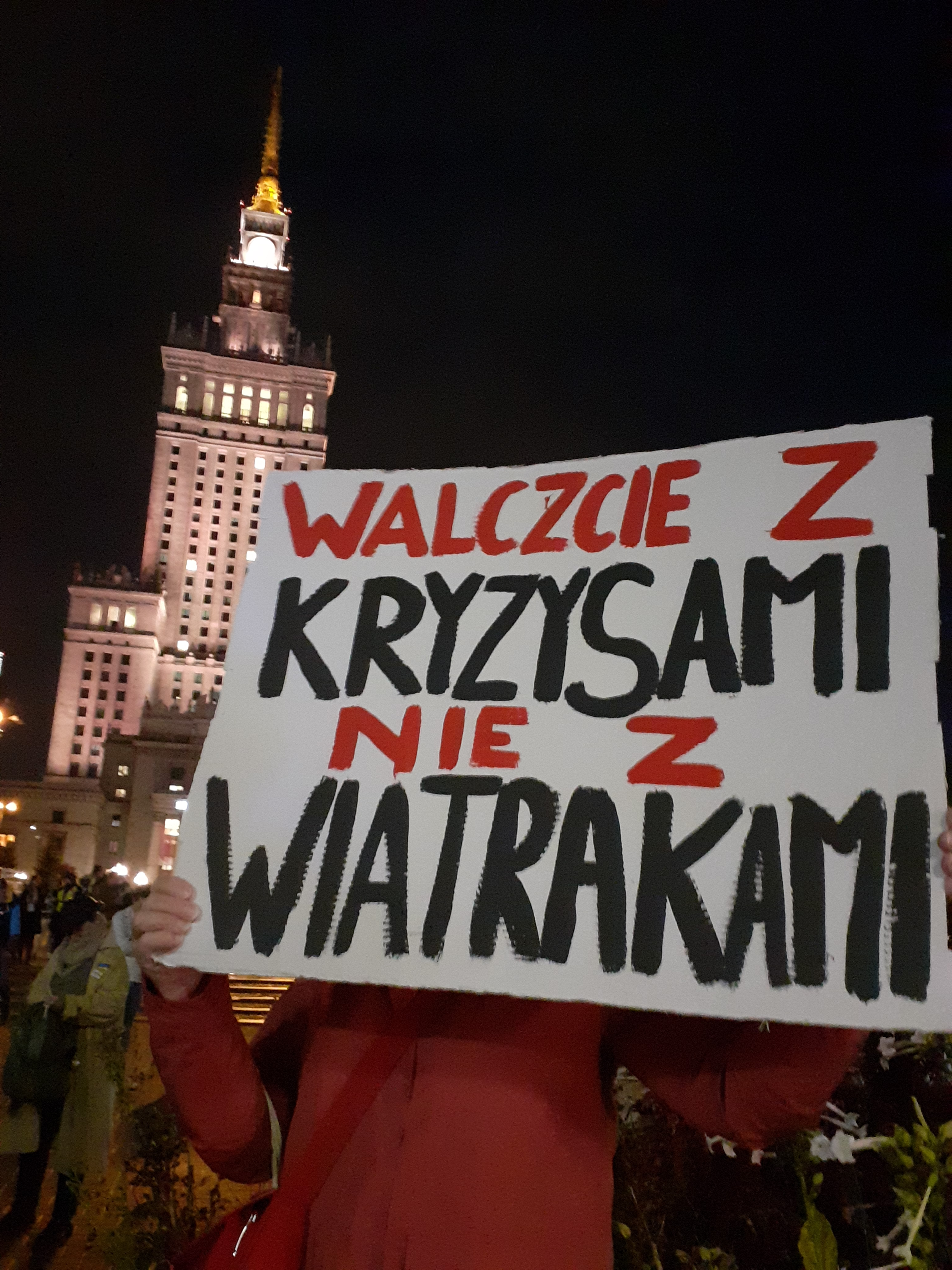
Protest przeciwko blokowaniu rozwoju energetyki wiatrowej w Polsce (2022)

### Energetyka wiatrowa na lądzie
Energetyka wiatrowa w Polsce rozwija się od początku lat 90. XX wieku. Pierwszy wiatrak w Polsce produkujący energię elektryczną postawiono w 1991 przy wcześniej już istniejącej Elektrowni Wodnej w Żarnowcu. Była to turbina o mocy 150 kW. Później weszła ona w skład obecnie znajdującej Farmy Wiatrowej Lisewo.
Pierwszą zawodową farmą wiatrową w Polsce była Elektrownia Wiatrowa Barzowice, leżąca w województwie zachodniopomorskim, w gminie Darłowo, uruchomiona w kwietniu 2001 roku. Składała się ona z sześciu turbin o łącznej mocy 5 MW. W tym samym roku również w gminie Darłowo w Elektrowni Wiatrowej Cisowo uruchomiono 9 turbin Vestas V80 2 MW, co zwiększyło jej moc o 18 MW, do blisko 19 MW.
W 2013 roku Polska znajdowała się na 9. miejscu spośród państw Unii Europejskiej pod względem mocy zainstalowanej w energetyce wiatrowej.
W pierwszych latach XXI wieku nastąpił w Polsce dynamiczny rozwój energetyki wiatrowej. Moc zainstalowana wzrosła z 83,3 MW w 2005 roku do 5005 MW w 2015 roku.
W 2015 roku turbiny wiatrowe w Polsce wytworzyły ponad 10 tys. GWh energii, co oznaczało wzrost w porównaniu z produkcją w 2014 roku o około 40%.
Według danych Urzędu Regulacji Energetyki na początek października 2015 roku w Polsce znajdowało się 981 instalacji wiatrowych (zarówno pojedyncze turbiny, jak i duże farmy) o łącznej mocy 4117,4 MW.
Sytuacja uległa zmianie w roku 2016, gdy na skutek rekordowej nadpodaży zielonych certyfikatów, zmiany systemu wsparcia na aukcyjny przy braku aukcji migracyjnych oraz niekorzystnych zmian podatkowych (wycofanych następnie w 2018 roku) rentowność istniejących elektrowni wiatrowych znacząco się pogorszyła. Równocześnie wprowadzenie restrykcyjnych obostrzeń lokalizacyjnych (m.in. tzw. zasada „10H”) spowodowało w praktyce zaniechanie działań związanych z rozwijaniem nowych projektów wiatrowych.
Pod koniec 2018 roku odbyła się pierwsza większa aukcja na sprzedaż energii elektrycznej ze źródeł odnawialnych, w której startować mogły projekty elektrowni wiatrowych powyżej 1MW. Średnia cena zakontraktowanej na aukcji energii wyniosła ok. 196 zł/MWh i była niższa od ówczesnej ceny energii na giełdzie, mimo braku możliwości budowy najnowocześniejszych turbin z uwagi na przepisy „ustawy odległościowej”.

### Morska energetyka wiatrowa
W Polsce istnieje potencjał umożliwiający budowę morskich farm wiatrowych (tzw. offshore) ok. 6,3 GW w 2030 r., w 2040 r. – 12 GW, a w 2050 r. – nawet o mocy 28 GW. Polityka energetyczna zakłada potencjał morskiej energetyki wiatrowej na poziomie 5,9 GW mocy zainstalowanej w 2030 r. oraz na poziomie ok. 11 GW w 2040 r. Osiągnięcie wskazanych celów w zakresie morskich farm wiatrowych pozwoli na produkcję przez nie energii elektrycznej na poziomie ok. 24 TWh w 2030 r. i ok. 39,4 TWh w 2040 r. Szczegółowe możliwości przyłączeniowe określa Krajowy System Elektroenergetyczny.

#### Plany zagospodarowania przestrzennego polskich obszarów morskich
Polskie wody Morza Bałtyckiego zostały objęte planem zagospodarowania przestrzennego polskich obszarów morskich, który określa dopuszczalną lokalizację energetyki wiatrowej na morzu. Funkcja akwenu, w ramach której ujęto morską energetykę wiatrową jest określona jako: pozyskiwanie energii odnawialnej i oznacza pozyskiwanie, przetwarzanie, przesyłanie i gromadzenie w polskich obszarach morskich energii ze źródeł odnawialnych, w szczególności z wiatru, falowania, prądów morskich, słońca oraz organizmów morskich (biogaz), w tym wznoszenie konstrukcji niezbędnych do pozyskiwania i przesyłania energii wraz z infrastrukturą towarzyszącą oraz konstrukcji służących przetwarzaniu i gromadzeniu energii.

## Ekonomia
Instalacje wiatrowe oddawane w Polsce w 2017 r. były w stanie produkować energię po ok. 250–300 zł/MWh, tj. w takiej samej cenie jak nowe elektrownie węglowe.
W latach 2005–2015 głównym systemem wsparcia energetyki wiatrowej był system zielonych certyfikatów.
Od roku 2015 funkcjonuje system aukcyjny, w którym wytwórcy energii elektrycznej z odnawialnych źródeł energii mogą licytować energię elektryczną. Aukcję wygrywają uczestnicy, którzy zaoferowali najniższą cenę sprzedaży energii i których oferty łącznie nie przekroczyły 100% wartości lub ilości energii określonej w ogłoszeniu o aukcji i 80% ilości energii elektrycznej objętej wszystkimi złożonymi ofertami. Wsparcie udzielane jest na 15 lat, a wylicytowana kwota jest indeksowana co roku średniorocznym wskaźnikiem wzrostu cen i usług. W przypadku dużych instalacji wytwórca ponosi koszty tzw. profilu oraz koszty bilansowania handlowego. Wytwórca nie ponosi pozostałych kosztów integracji niestabilnych źródeł, np. kosztów wzmocnienia sieci przesyłowej oraz zapewnienia gwarantowanej rezerwy mocy.
W czasie aukcji projekty wiatrowe oraz fotowoltaiczne powyżej 1 MW znajdują się w jednym koszyku, przy czym ze względu na niższą cenę, projekty wiatrowe zdecydowanie dominują wśród zwycięskich ofert. Wyniki aukcji dla koszyka zawierającego oferty farm wiatrowych powyżej 1MW prezentowały się następująco:
| Data aukcji | Cena minimalna | Cena średnia | Cena maksymalna | Ilość zakontraktowanej energii | Cena energii na rynku |
| ----------- | -------------- | ------------ | --------------- | ------------------------------ | --------------------- |
| 2018-11-05  | 158 zł/MWh     | 196 zł/MWh   | 217 zł/MWh      | 42 TWh                         | 206 zł/MWh            |
| 2019-12-05  | 163 zł/MWh     | 208 zł/MWh   | 233 zł/MWh      | 77,8 TWh                       | 241 zł/MWh            |
| 2020-11-26  | 190 zł/MWh     | 224 zł/MWh   | 250 zł/MWh      | 41,9 TWh                       | 256 zł/MWh            |
| 2020-08-08  | 179 zł/MWh     | 229 zł/MWh   | 243 zł/MWh      | 24,7 TWh                       | 256 zł/MWh            |
| 2020-12-09  | 140 zł/MWh     | 228 zł/MWh   | 261 zł/MWh      | 11 TWh                         |                       |

## Produkcja energii elektrycznej
Udział energii wiatrowej w krajowej produkcji energii elektrycznej według GUS:
| Rok  | Produkcja energii wiatrowej (GWh) według GUS | Roczny wzrost | Całkowita produkcja energii elektrycznej w Polsce (GWh) | Udział w produkcji energii el. | Moc zainstalowana [MW] |
| ---- | -------------------------------------------- | ------------- | ------------------------------------------------------- | ------------------------------ | ---------------------- |
| 2000 | 5,4                                          |               | 145 200                                                 | 0,00%                          | 4,74                   |
| 2001 | 14                                           | ≈+159%        | 145 600                                                 | 0,01%                          | 27,74                  |
| 2002 | 61                                           | +336%         | 144 100                                                 | 0,04%                          | 28,34                  |
| 2003 | 124,0                                        | +103%         | 151 600                                                 | 0,08%                          | 58,34                  |
| 2004 | 142,3                                        | +15%          | 154 200                                                 | 0,09%                          | 63,0                   |
| 2005 | 135,5                                        | -5%           | 156 900                                                 | 0,09%                          | 83,3                   |
| 2006 | 256,1                                        | +89%          | 161 700                                                 | 0,16%                          | 152,0                  |
| 2007 | 521,6                                        | +104%         | 159 300                                                 | 0,33%                          | 287,9                  |
| 2008 | 836,8                                        | +60%          | 155 500                                                 | 0,54%                          | 451,0                  |
| 2009 | 1077,3                                       | +29%          | 151 700                                                 | 0,71%                          | 724,7                  |
| 2010 | 1664,3                                       | +54%          | 157 658                                                 | 1,06%                          | 1 180,3                |
| 2011 | 3204,5                                       | +93%          | 163 548                                                 | 1,96%                          | 1 616,4                |
| 2012 | 4746,6                                       | +48%          | 162 139                                                 | 2,93%                          | 2 496,7                |
| 2013 | 6003,8                                       | +26%          | 164 557                                                 | 3,65%                          | 3 389,5                |
| 2014 | 7675,6                                       | +28%          | 159 058                                                 | 4,83%                          | 3 833,8                |
| 2015 | 10 858,4                                     | +41%          | 164 944                                                 | 6,58%                          | 4 582,0                |
| 2016 | 12 587,6                                     | +16%          | 166 634                                                 | 7,55%                          | 5 807,4                |
| 2017 | 14 909,0                                     | +18%          | 170 465                                                 | 8,75%                          | 5 858,2                |
| 2018 | 12 798,8                                     | –14%          | 170 039                                                 | 7,53%                          | 5 864,4                |
| 2019 | 15 107                                       | +18%          | 163 989                                                 | 9,21%                          | 5 917,2                |
| 2020 | 15 800                                       | +5%           | 158 043                                                 | 10,00%                         | 6 614,0                |
| 2021 | 16 234                                       | +2,74%        | 179 631                                                 | 9,03%                          | 7 306,0                |
| 2022 |                                              |               |                                                         |                                | 8 255,9                |
| 2025 |                                              |               |                                                         | 14,7%                          | 10 800 MW              |

## Farmy wiatrowe w Polsce
Poniższa tabela zawiera spis (obecnie niepełny) istniejących farm wiatrowych o mocy co najmniej 30 MW.
| Lp. | Miejscowość                                       | Lokalizacja                                                                                     | Liczba turbin | Typ                       | Odległość piasty od podłoża | Średnica wirnika | Moc znamionowa | Operator farmy                                           | Rok uruchomienia |
| --- | ------------------------------------------------- | ----------------------------------------------------------------------------------------------- | ------------- | ------------------------- | --------------------------- | ---------------- | -------------- | -------------------------------------------------------- | ---------------- |
| 1.  | Farma Wiatrowa Zagórze, Zagórze                   | województwo zachodniopomorskie, powiat kamieński, gmina Wolin                                   | 15            | Vestas V80 2,0 MW         | 78 m                        | 80 m             | 30 MW          | TAURON Ekoenergia                                        | 2003-II          |
| 2.  | Park Wiatrowy Tymień                              | województwo zachodniopomorskie, powiat koszaliński, gmina Będzino                               | 25            | Vestas V80 2,0 MW         | 100 m                       | 80 m             | 50 MW          | EEZ Sp. z o.o. (Invenergy, EEPN)                         | 2006-VI          |
| 3.  | Kisielice                                         | województwo warmińsko-mazurskie, powiat iławski, gmina Kisielice                                | 27            | GE 1.5sle                 | 85 m                        | 77 m             | 41,19 MW       | PGE Energia Odnawialna S.A.                              | 2006             |
| 4.  | Farma Wiatrowa Lake Ostrowo, Jagniątkowo          | województwo zachodniopomorskie, powiat kamieński, gmina Wolin                                   | 17            | Vestas V90                | 95 m                        | 90 m             | 34,24 MW       | PGE Energia Odnawialna S.A.                              | 2007             |
| 5.  | Kamieńsk                                          | województwo łódzkie, powiat radomszczański                                                      | 15            | Enercon E-70 E-4          | 85 m                        | 71 m             | 30,2 MW        | PGE Energia Odnawialna S.A.                              | 2007             |
| 6.  | Farma Wiatrowa Zajączkowo, Zajączkowo             | województwo pomorskie, powiat słupski, gmina Kobylnica                                          | 24            | Vestas V80/2000           |                             | 80 m             | 48 MW          | Windpol                                                  | 2008             |
| 7.  | Farma Wiatrowa Karścino, Karścino, Mołtowo        | województwo zachodniopomorskie, powiat białogardzki, gmina Karlino                              | 60            | Fuhrländer FL MD77 1,5 MW | 100 m                       | 77 m             | 90 MW          | Energa Wytwarzanie                                       | 2009             |
| 8.  | Śniatowo                                          | województwo zachodniopomorskie, powiat kamieński, gmina Kamień Pomorski                         | 16            | Vestas V90/2000           |                             | 90 m             | 32 MW          | TAURON Ekoenergia                                        | 2008             |
| 9.  | Inowrocław                                        | województwo kujawsko-pomorskie, powiat inowrocławski                                            | 16            | Vestas V90/2000           | 105 m                       | 90 m             | 32 MW          | TAURON Ekoenergia                                        | 2008             |
| 10. | Suwałki                                           | województwo podlaskie, powiat suwalski                                                          | 18            | Siemens SWT-2.3-93        | 103 m                       | 92,8 m           | 41,4 MW        | RWE Polska                                               | 2009             |
| 11. | Farma Wiatrowa Tychowo, Tychowo, Noskowo          | województwo zachodniopomorskie, powiat sławieński, gmina Sławno                                 | 20            | Nordex N90                | 100 m                       | 90 m             | 50 MW          | RWE                                                      | 2009             |
| 12. | Margonin                                          | województwo wielkopolskie, powiat chodzieski                                                    | 60            | Gamesa G90                | 100 m                       | 90 m             | 120 MW         | EDP Renewables Polska                                    | 2010             |
| 13. | Karcino                                           | województwo zachodniopomorskie, powiat kołobrzeski, gmina Kołobrzeg                             | 17            | Vestas V90 3,0 MW         | 105 m                       | 90 m             | 51 MW          | Energa Wytwarzanie                                       | 2010             |
| 14. | Farma Wiatrowa Gołdap Gołdap                      | województwo warmińsko-mazurskie, powiat gołdapski, gmina Gołdap                                 | 16            | Vestas V90 3,0 MW         | 105 m                       | 90 m             | 48 MW          | TAURON Ekoenergia                                        | 2011             |
| 15. | Farma Wiatrowa Piecki, Piecki k. Suwałk           | województwo podlaskie, powiat suwalski, gmina Filipów                                           | 16            | Gamesa G90                | 90 m                        | 90 m             | 32 MW          | RWE Polska                                               | 2011             |
| 16. | Farma Wiatrowa Korsze, Korsze                     | województwo warmińsko-mazurskie, powiat kętrzyński, gmina Korsze                                | 35            | Gamesa G90                | 100 m                       | 90 m             | 70 MW          | EDP Renewables Polska                                    | 2011-X           |
| 17. | Farma wiatrowa w Bardach, Bardy                   | województwo zachodniopomorskie, powiat kołobrzeski, gmina Dygowo                                | 25            | Vestas V90                | 105 m                       | 90 m             | 50 MW          | ENEA                                                     | 2011             |
| 18. | Tychowo (powiat stargardzki)                      | województwo zachodniopomorskie, powiat stargardzki, gmina Stargard                              | 15            | Siemens SWT-2.3-93        |                             | 93 m             | 34,5 MW        | RWE Renewables Polska Sp. z o.o.                         | 2011             |
| 19. | Farma wiatrowa Lipniki, Lipniki                   | województwo opolskie, powiat nyski, gmina Kamiennik                                             | 15            | REpower MM92.NH80 2,05 MW | 83,3 m                      | 92,5 m           | 30,75 MW       | TAURON Ekoenergia                                        | 2011-VII         |
| 20. | Farma Wiatrowa Łukaszów, Łukaszów                 | województwo dolnośląskie, powiat złotoryjski, gmina Zagrodno                                    | 17            | Vestas V90 2,0 MW         | 105 m                       | 90 m             | 34 MW          | Amon Sp. z o.o./Polenergia                               | 2012-I           |
| 21. | Farma Wiatrowa Kamionka, Kamionka                 | województwo zachodniopomorskie, powiat gryfiński, gminie Mieszkowice                            | 12            | Nordex N100/2500 2,5 NW   |                             | 100 m            | 30 MW          | FWKamionka Sp. z o.o.                                    | 2011/2012        |
| 22. | Taciewo                                           | województwo podlaskie, powiat suwalski, gmina wiejska Suwałki                                   | 15            | Gamesa G90-2.0M           | 78 m                        | 90 m             | 30 MW          | RWE Polska                                               | 2012             |
| 23. | Żuromin                                           | województwo mazowieckie, powiat żuromiński, gmina Kuczbork-Osada, gmina Żuromin, gmina Lubowidz | 30            | Gamesa G90                |                             | 90 m             | 61,23 MW       | PGE Energia Odnawialna S.A.                              | 2012             |
| 24. | Elektrownia Wiatrowa Pelplin                      | województwo pomorskie, powiat tczewski, gmina Pelplin                                           | 24            | Gamesa G90 2,04 MW        |                             |                  | 48,96 MW       | PGE Energia Odnawialna S.A.                              | 2012             |
| 25. | Pągów                                             | województwo opolskie, powiat namysłowski, gmina Wilków                                          | 17            | Vestas V112-3.0           | 119 m                       | 112 m            | 51 MW          | GDF Suez                                                 | 2012-XII         |
| 26. | Farma Wiatrowa Golice, Golice                     | województwo lubuskie, powiat słubicki, gmina Słubice                                            | 19            | Gamesa G90-2.0 MW         | 100 m                       | 90 m             | 38 MW          | Acciona Energy Poland                                    | 2012             |
| 27. | Farma Wiatrowa Linowo Linowo                      | województwo kujawsko-pomorskie, powiat grudziądzki, gmina Świecie nad Osą                       | 24            | Vestas V90 2,0 MW         | 105 m                       | 90 m             | 48 MW          | EDF EN Polska                                            | 2013-I           |
| 28. | Farma Wiatrowa Krobia Południe                    | województwo wielkopolskie, powiat gostyński, gmina Krobia                                       | 11            | AW 3000/116               | 120 m                       | 116 m            | 33 MW          |                                                          | 2013             |
| 29. | Farma wiatrowa Pawłowo-Gołańcz                    | województwo wielkopolskie, powiat wągrowiecki, gmina Gołańcz                                    | 53            |                           | 80 m                        | 82 m             | 79,5 MW        | EDP Renewables Polska                                    | 2013             |
| 30. | Farma wiatrowa Jędrychowice & Zgorzelec           | województwo dolnośląskie, powiat zgorzelecki, gmina Zgorzelec, gmina Sulików                    | 25            |                           | 100 m                       | 90 m             | 50 MW          | EDP Renewables Polska                                    | 2013-IX          |
| 31. | Farma Wiatrowa Nowy Staw I                        | województwo pomorskie, powiat malborski, gmina Nowy Staw                                        | 22            | REpower MM92 2,05 MW      | 100 m                       | 92,5 m           | 45,1 MW        | RWE Renewables Polska                                    | 2013-IX          |
| 32. | Farma Wiatrowa Taczalin                           | województwo dolnośląskie, powiat legnicki, gmina Legnickie Pole                                 | 22            | REpower MM92 2,05 MW      |                             |                  | 45,1 MW        | WSB Neue Energien GmbH                                   | 2013-X           |
| 33. | Farma Wiatrowa Kukinia                            | województwo zachodniopomorskie, powiat kołobrzeski, gmina Ustronie Morskie i gmina Dygowo       | 23            | ENERCON E82 E2 2,3 MW     | 98 m                        | 82 m             | 52,9 MW        |                                                          | 2013-X           |
| 34. | Farma wiatrowa Wicko, Wicko                       | województwo pomorskie, powiat lęborski, gmina Wicko                                             | 20            | Vestas V90 2,0 MW         |                             | 90 m             | 40 MW          | TAURON Ekoenergia                                        | 2013             |
| 35. | Farma Wiatrowa Iłża II, Iłża                      | województwo mazowieckie, powiat radomski, gmina Iłża                                            | 27            | Vestas V-90 2,0 MW        | 80 / 95 m                   | 90 m             | 54 MW          | EDP Renewables Polska                                    | 2014             |
| 36. | Farma Wiatrowa Wysoka, Wysoka                     | województwo zachodniopomorskie, powiat myśliborski, gmina Boleszkowice                          | 19            | Nordex N90 2,5 MW         | 100 m                       | 90 m             | 47,5 MW        | E.ON Energie Odnawialne Sp. z o.o.                       | 2014             |
| 37. | Farma Wiatrowa Gawłowice, Gawłowice k. Grudziądza | województwo kujawsko-pomorskie, powiat grudziądzki, gmina Radzyń Chełmiński                     | 18            | Siemens SWT-2.3-108 MW    | 115 m                       | 108 m            | 48,3 MW        | Grupa PEP – Farma Wiatrowa 1 Sp. z o.o./Polenergia       | 2014, IV kw.     |
| 38. | Farma Wiatrowa Skurpie, Skurpie k. Działdowa      | województwo warmińsko-mazurskie, powiat działdowski, gmina Płośnica                             | 19            | Siemens SWT-2.3-108       | 115 m                       | 108 m            | 43,7 MW        | Grupa PEP – Farma Wiatrowa 4 Sp. z o.o./Polenergia       | 2015, III kw.    |
| 39. | Farma Wiatrowa Galicja I                          | województwo podkarpackie, powiat przeworski, gmina Gać (8); powiat łańcucki, gmina Łańcut (19)  | 27            | GE 2.5 103 2,5 MW         |                             | 103 m            | 67,5 MW        | Farma Wiatrowa Galicja Sp. z o.o.                        | 2015             |
| 40. | Elektrownia Wiatrowa Resko II                     | województwo zachodniopomorskie, gmina Brzeżno i gmina Łobez                                     | 38            | Vestas V100 2 MW          |                             | 100 m            | 76 MW          | PGE Energia Odnawialna S.A.                              | 2015             |
| 41. | Farma Wiatrowa Lotnisko, Kopaniewo                | województwo pomorskie, powiat lęborski, gmina Wicko                                             | 30            | Alstom ECO 110 3,15 MW    | 90 m                        | 110 m            | 94,5 MW        | PGE Energia Odnawialna S.A.                              | 2015             |
| 42. | Farma Wiatrowa Lubiechnia Wielka                  | województwo lubuskie, powiat słubicki, gmina Rzepin                                             | 29            | Vestas V100 2,0 MW        |                             |                  | 58 MW          | Starke Wind Rzepin przejęty przez EDF Energies Nouvelles | 2015             |
| 43. | Elektrownia Wiatrowa Karwice, Karwice             | województwo zachodniopomorskie, powiat sławieński gmina Malechowo                               | 16            | General Electric 2,5 MW   |                             |                  | 40 MW          | PGE Energia Odnawialna S.A.                              | 2015             |
| 44. | Farma Wiatrowa Marszewo, Marszewo                 | województwo zachodniopomorskie, powiat sławieński, gmina Postomino                              | 50            | Vestas V80 i V90          |                             |                  | 100 MW         | Tauron Ekoenergia                                        | 2013-X, 2015-X   |
| 45. | Farma Wiatrowa Korytnica, Korytnica               | województwo mazowieckie, powiat węgrowski, gmina Korytnica                                      | 25            | Vestas V126 3,3 MW        |                             |                  | 82,5 MW        |                                                          | 2015             |
| 46. | Farma Wiatrowa Banie-Kozielice, Banie, Kozielice  | województwo zachodniopomorskie, powiat gryfiński, gmina Banie; powiat pyrzycki, gmina Kozielice | 53            | 25 × Vestas V100 2 MW     |                             |                  | 106 MW         | Energix Renewable Energies Ltd.                          | 2015, 2016       |
| 47. | Farma Wiatrowa Lubartów (Michów, Abramów)         | województwo lubelskie, powiat lubartowski, gmina Michów, gmina Abramów                          | 16            | Vestas V112 3,2 MW        | 119 m                       | 112 m            | 51,2 MW        | IKEA                                                     | 2015-XII         |
| 48. | Farma Wiatrowa Mycielin, Mycielin                 | województwo lubuskie, powiat żagański, gmina Niegosławice                                       | 23            | Vestas V110 2,0 MW        | 125 m                       | 110 m            | 46 MW          | Polenergia Farma Wiatrowa Mycielin Sp. z o.o./Polenergia | 2016-II          |
| 49. | Elektrownia Wiatrowa Kresy I, Tyszowce            | województwo lubelskie                                                                           | 15            |                           | 95 m                        |                  | 30 MW          | EDP Renewables Polska                                    | 2016             |
| 50. | Elektrownia Wiatrowa Jągniątkowo                  | województwo zachodniopomorskie, powiat kamieński, gmina Wolin                                   | 17            | Vestas V90                |                             |                  | 30,6 MW        | PGE Energia Odnawialna S.A.                              | 2007             |
| 51  | Elektrownia Wiatrowa Wielowieś                    | województwo śląskie, powiat gliwicki, gmina Wielowieś                                           | 20            | Vestas V136               | 120 m                       | 136 m            | 66 MW          | AKUO Energy                                              | 2020             |
| 52  | Elektrownia Wiatrowa Bogoria                      | województwo świętokrzyskie powiat staszowski gmina Bogoria                                      | 10            | Vestas V136               | 120 m                       | 136 m            | 34,5 MW        | EDPR Portugal                                            | 2020             |
| 53  | Farma Wiatrowa Szybowice                          | województwo opolskie, powiat prudnicki, gmina Prudnik                                           | 17            | Vestas V110               |                             |                  | 37,4 MW        | Energa Green Development                                 | 2025             |